# Andrea Maier
Andrea Britta Maier (Aurich, Duitsland, 19 april 1978) is verouderingsonderzoeker en hoogleraar Gerontologie aan de Vrije Universiteit in Amsterdam en hoogleraar Interne geneeskunde - Geriatrie aan de University of Melbourne in Melbourne, Australië. Zij was tevens hoofd van de Divisie Interne Geneeskunde, Longgeneeskunde, Geriatrie en Langdurige Zorg van het Royal Melbourne Hospital in Melbourne, Australië. Ze leidt het Centre for Healthy Longevity in Singapore.

## Biografie
Maier is een dochter van een Oost-Duitse vader en een West-Duitse moeder die hij ontmoette in Sleeswijk-Holstein. Zij studeerde geneeskunde aan de Martin-Luther-Universität Halle-Wittenberg en Universiteit van Lübeck. Tijdens haar studie begon zij haar onderzoek naar veroudering. Zij specialiseerde in de interne geneeskunde aan het Leids Universitair Medisch Centrum in Nederland en koos vervolgens de subspecialisatie Ouderengeneeskunde. Na haar studie en een summa cum laude promotie in 2008 aan de Rijksuniversiteit Leiden werd Maier in 2012 hoofd van de sectie ouderengeneeskunde en gerontologie aan het VU Medisch Centrum. Op 33-jarige leeftijd werd zij benoemd tot hoogleraar Interne geneeskunde, in het bijzonder Gerontologie. Hiermee werd zij de jongste hoogleraar in de interne geneeskunde ooit in Nederland.

## Werk
- Cellular senescence in vitro and organismal ageing (2008), Proefschrift Universiteit Leiden. Open Access
- Eeuwig houdbaar. De ongekende toekomst van ons lichaam (2017)